# Tropizodium inayatullahi
Tropizodium inayatullahi là một loài nhện trong họ Zodariidae. Chúng được Ovtchinnikov miêu tả năm 2006.